# Сесіл (округ, Меріленд)
Шаблон:StateAbbr_ 39°34′ пн. ш. 75°57′ зх. д. / 39.57° пн. ш. 75.95° зх. д.
Округ Сесіл (англ. Cecil County) — округ (графство) у штаті Меріленд, США. Ідентифікатор округу 24015.
Тут народився американський юрист і політик, один із підписантів Декларації незалежності США Джордж Рид.

## Демографія
За даними перепису
2000 року
загальне населення округу становило 85951 осіб, зокрема міського населення було 40906, а сільського — 45045.
Серед мешканців округу чоловіків було 42594, а жінок — 43357. В окрузі було 31223 домогосподарства, 23290 родин, які мешкали в 34461 будинках.
Середній розмір родини становив 3,12.
Віковий розподіл населення поданий у таблиці:
| Стать    | До 15 років | 15-21 | 22-29 | 30-39 | 40-49 | 50-65 | 65-85 | Понад 85 |
| -------- | ----------- | ----- | ----- | ----- | ----- | ----- | ----- | -------- |
| Чоловіки | 10224       | 3864  | 3816  | 6928  | 6870  | 6927  | 3732  | 233      |
| Жінки    | 9720        | 3673  | 4172  | 7202  | 6917  | 6643  | 4456  | 574      |

## Суміжні округи
- Честер, Пенсільванія — північ
- Нью-Касл, Делавер — схід
- Кент — південь
- Гарфорд — захід
- Ланкастер, Пенсільванія — північний захід

## Виноски
1. ↑  Maryland Manual — Annapolis: MSA, 1895. — ISSN 0094-4491
2. ↑  U.S. Decennial Census. United States Census Bureau. Архів оригіналу за 26 квітня 2015. Процитовано 12 вересня 2014.
3. ↑  Historical Census Browser. University of Virginia Library. Архів оригіналу за 11 серпня 2012. Процитовано 12 вересня 2014.
4. ↑  Population of Counties by Decennial Census: 1900 to 1990. United States Census Bureau. Процитовано 12 вересня 2014.
5. ↑  Census 2000 PHC-T-4. Ranking Tables for Counties: 1990 and 2000 (PDF). United States Census Bureau. Процитовано 12 вересня 2014.
6. ↑  State & County QuickFacts. United States Census Bureau. Архів оригіналу за 20 лютого 2016. Процитовано 24 серпня 2013. [Архівовано 2016-02-20 у Wayback Machine.](англ.) Наведено за англійською вікіпедією.
7. ↑  American FactFinder. Бюро перепису населення США. Архів оригіналу за 26 лютого 2012. Процитовано 31 січня 2008. [Архівовано 2008-05-21 у Wayback Machine.]

| США | Це незавершена стаття з географії США. Ви можете допомогти проєкту, виправивши або дописавши її. |